# Übersicht der Listen der Naturdenkmale in Rheinland-Pfalz
Die Übersicht der Listen der Naturdenkmale in Rheinland-Pfalz verzeichnet die Anzahl und die Listen der Naturdenkmale in den Landkreisen und kreisfreien Städten in Rheinland-Pfalz. Quelle ist das Landschaftsinformationssystem der Naturschutzverwaltung Rheinland-Pfalz.

## Liste
| Kreis/Stadt      | Name                       | Naturdenkmale               | Liste                                                                         |
| ---------------- | -------------------------- | --------------------------- | ----------------------------------------------------------------------------- |
| Landkreis        | Ahrweiler                  | 20 (+25 aus anderer Quelle) | Übersicht der Listen der Naturdenkmale im Landkreis Ahrweiler                 |
| Landkreis        | Altenkirchen (Westerwald)  | 64                          | Übersicht der Listen der Naturdenkmale im Landkreis Altenkirchen (Westerwald) |
| Landkreis        | Alzey-Worms                | 108                         | Übersicht der Listen der Naturdenkmale im Landkreis Alzey-Worms               |
| Landkreis        | Bad Dürkheim               | 169                         | Übersicht der Listen der Naturdenkmale im Landkreis Bad Dürkheim              |
| Landkreis        | Bad Kreuznach              | 76                          | Übersicht der Listen der Naturdenkmale im Landkreis Bad Kreuznach             |
| Landkreis        | Bernkastel-Wittlich        | 105                         | Übersicht der Listen der Naturdenkmale im Landkreis Bernkastel-Wittlich       |
| Landkreis        | Birkenfeld                 | 94 (+4 aus anderer Quelle)  | Übersicht der Listen der Naturdenkmale im Landkreis Birkenfeld                |
| Landkreis        | Cochem-Zell                | 84                          | Übersicht der Listen der Naturdenkmale im Landkreis Cochem-Zell               |
| Landkreis        | Donnersbergkreis           | 122                         | Übersicht der Listen der Naturdenkmale im Donnersbergkreis                    |
| Landkreis        | Eifelkreis Bitburg-Prüm    | 146                         | Übersicht der Listen der Naturdenkmale im Eifelkreis Bitburg-Prüm             |
| kreisfreie Stadt | Frankenthal (Pfalz)        | 13                          | Liste der Naturdenkmale in Frankenthal (Pfalz)                                |
| Landkreis        | Germersheim                | 53                          | Übersicht der Listen der Naturdenkmale im Landkreis Germersheim               |
| kreisfreie Stadt | Kaiserslautern             | 127                         | Liste der Naturdenkmale in Kaiserslautern                                     |
| Landkreis        | Kaiserslautern             | 122                         | Übersicht der Listen der Naturdenkmale im Landkreis Kaiserslautern            |
| kreisfreie Stadt | Koblenz                    | 43                          | Liste der Naturdenkmale in Koblenz                                            |
| Landkreis        | Kusel                      | 47                          | Übersicht der Listen der Naturdenkmale im Landkreis Kusel                     |
| kreisfreie Stadt | Landau in der Pfalz        | 30                          | Liste der Naturdenkmale in Landau in der Pfalz                                |
| kreisfreie Stadt | Ludwigshafen am Rhein      | 6                           | Liste der Naturdenkmale in Ludwigshafen am Rhein                              |
| kreisfreie Stadt | Mainz                      | 26                          | Liste der Naturdenkmale in Mainz                                              |
| Landkreis        | Mainz-Bingen               | 38                          | Übersicht der Listen der Naturdenkmale im Landkreis Mainz-Bingen              |
| Landkreis        | Mayen-Koblenz              | 21 (+7 ehemalige)           | Übersicht der Listen der Naturdenkmale im Landkreis Mayen-Koblenz             |
| kreisfreie Stadt | Neustadt an der Weinstraße | 35                          | Liste der Naturdenkmale in Neustadt an der Weinstraße                         |
| Landkreis        | Neuwied                    | 83 (+10 ehemalige)          | Übersicht der Listen der Naturdenkmale im Landkreis Neuwied                   |
| kreisfreie Stadt | Pirmasens                  | 48                          | Liste der Naturdenkmale in Pirmasens                                          |
| Landkreis        | Rhein-Hunsrück-Kreis       | 127                         | Übersicht der Listen der Naturdenkmale im Rhein-Hunsrück-Kreis                |
| Landkreis        | Rhein-Lahn-Kreis           | 43 (+42 ehemalige)          | Übersicht der Listen der Naturdenkmale im Rhein-Lahn-Kreis                    |
| Landkreis        | Rhein-Pfalz-Kreis          | 33                          | Übersicht der Listen der Naturdenkmale im Rhein-Pfalz-Kreis                   |
| kreisfreie Stadt | Speyer                     | 3                           | Liste der Naturdenkmale in Speyer                                             |
| Landkreis        | Südliche Weinstraße        | 87                          | Übersicht der Listen der Naturdenkmale im Landkreis Südliche Weinstraße       |
| Landkreis        | Südwestpfalz               | 160                         | Übersicht der Listen der Naturdenkmale im Landkreis Südwestpfalz              |
| kreisfreie Stadt | Trier                      | 216                         | Liste der Naturdenkmale in Trier                                              |
| Landkreis        | Trier-Saarburg             | 81                          | Übersicht der Listen der Naturdenkmale im Landkreis Trier-Saarburg            |
| Landkreis        | Vulkaneifel                | 196                         | Übersicht der Listen der Naturdenkmale im Landkreis Vulkaneifel               |
| Landkreis        | Westerwaldkreis            | 99 (+45 ehemalige)          | Übersicht der Listen der Naturdenkmale im Westerwaldkreis                     |
| kreisfreie Stadt | Worms                      | 34                          | Liste der Naturdenkmale in Worms                                              |
| kreisfreie Stadt | Zweibrücken                | 12                          | Liste der Naturdenkmale in Zweibrücken                                        |

## Anmerkung
In den im Verlauf des Jahres 2013 zusammengestellten Einzelartikeln sind insgesamt 2916 Objekte aufgeführt. Darunter sind mindestens 133 ehemalige bzw. nur aus anderer Quelle belegte Naturdenkmale.
Die aktuelle Zahl kann vom beim Erstellen der einzelnen Artikel vorgefundenen Stand abweichen.